# أحمد برمان
أحمد برمان (مواليد 5 فبراير 1994، لاعب كرة قدم إماراتي دولي يجيد اللعب في لاعب وسط مع نادي العين في دوري الخليج العربي الإماراتي .
مثل نادي دبا الفجيرة في الفئات السنية وانتقل إلى نادي العين في عام 2009 و وصل للفريق الأول عام 2013 .

## الانجازات والأداء
- شارك برمان في أكثر من 280 مباراة مع نادي العين في مختلف البطولات، سجل خلالها 5 أهداف وصنع 8 تمريرات حاسمة.[3]
- ساهم في تتويج العين بلقب دوري أبطال آسيا في الموسم الماضي، حيث شارك في المباريات المحلية والآسيوية مع الفريق.[4]

- على الصعيد الدولي، مثل المنتخب الإماراتي الأول منذ عام 2016، وشارك في 19 مباراة دولية.

## المواقف وتصريحات
- في تصريح له، أشار برمان إلى أن أصعب مباراة خاضها كانت ضد فريق النصر السعودي، بسبب وجود لاعب مثل كريستيانو رونالدو، الذي وصفه بأنه "لا يحب الهزيمة أبداً".[5]
- أكد برمان أن هدف نادي العين في كأس العالم للأندية كان مواجهة ريال مدريد في النهائي، معتبراً أن البطولة فرصة لتحقيق هذا الحلم.

## روابط خارجية
- أحمد برمان على موقع Soccerway.com (الإنجليزية)